# Platysenta sutrix
Platysenta sutrix là một loài bướm đêm trong họ Noctuidae.